# پایگاه علم جغرافیا در ایران
پایگاه علم جغرافیا در ایران: پایگاه جغرافیای شهری در ایران کتابی از مصطفی مؤمنی است که در سال ۱۳۷۷ منتشر و در مراسم کتاب سال جمهوری اسلامی ایران به‌عنوان کتاب برگزیده معرفی شد.